# Hubert Heil
Hubert Heil (* 11. August 1931 in Künzell; † 16. Januar 2019) war ein hessischer Politiker (CDU) und Abgeordneter des Hessischen Landtags.
Hubert Heil machte eine Lehre als Maschinenschlosser und Schreiner und arbeitete im erlernten Beruf. Ab 1982 war er Mitglied des Hauptpersonalrates bei der Zentrale der Hauptverwaltung der Deutschen Bundesbahn. Ab 1993 war er Bundesvorsitzender der Gewerkschaft der Eisenbahner Deutschlands und von 1994 bis zu seinem Eintritt in den Ruhestand Aufsichtsratsmitglied der Deutschen Bahn AG.
Für die CDU war Hubert Heil ab 1977 Mitglied des Landeswohlfahrtsverbandes Hessen. Am 4. Juli 1994 rückte er für Hartmut Nassauer in den Landtag nach, dem er bis zum Ende der Wahlperiode am 4. April 1995 angehörte.
Für seine Tätigkeit im Kreistag von Fulda erhielt er 2006 die Georg-Stieler-Medaille. Heil war von 1972 bis 2006 Kreistagsmitglied. In seiner 37 Jahre währenden kommunalpolitischen Tätigkeit war er unter anderem 33 Jahre lang Erster Beigeordneter der Gemeinde Künzell. Mehrmals vertrat er während dieser Jahre für längere Zeit erkrankte oder verstorbene Bürgermeister.
Am 16. Januar 2007 wurde er mit dem Hessischen Verdienstorden ausgezeichnet.